# Jaime Fernández (actor)
Nicolás Jaime Fernández Reyes (Monterrey, Nuevo León, 6 de diciembre de 1927-Ciudad de México, 15 de abril de 2005) fue un actor mexicano. 

## Biografía y carrera
Su padre fue Fernando Fernández Garza originario de Villa del Progreso, ubicado en el estado de Coahuila, México. Su madre fue Eloísa Reyes Rojas de San Martín Texmelucan en el estado de Puebla, México.
Interpretó papeles de indígenas y campesinos que le valieron obtener tres premios Ariel por su actuación en las cintas: El rebozo de Soledad, Robinson Crusoe (ambas de 1952) y La rebelión de los colgados (1957), así como un premio de las Diosas de Plata por su intervención en Tarahumara (1964).
Primo del director Emilio "Indio" Fernández y medio hermano por parte de madre del cantante, actor y también realizador Fernando Fernández, Jaime se adentra en el mundo del espectáculo como técnico en efectos sonoros para las radiodifusoras XEQ y XEW. Se inicia en el cine en calidad de extra para la segunda versión de Allá en el Rancho Grande, dirigida por Fernando de Fuentes en 1948. Al poco tiempo, Emilio le ofrece pequeñas participaciones en sus cintas, hasta que le da la oportunidad de un coestelar en Las Islas Marías al lado de Pedro Infante.
Sin necesidad del apoyo de su prestigiado hermano, Jaime logró llamar la atención de renombrados directores como Roberto Gavaldón, quien lo incluye en el reparto de El rebozo de Soledad, película filmada en 1952 y que le brinda al joven actor su primer premio Ariel al año siguiente. También en 1952, el cineasta español Luis Buñuel le concede el papel de Viernes en Robinson Crusoe, interpretación que lo coloca inmediatamente en la mira internacional junto con su participación en La rebelión de los colgados, película dirigida por el Indio Fernández y que representó a México en diversos festivales internacionales. A pesar de estas colaboraciones, la relación entre ambos hermanos era conflictiva y terminó por distanciarlos durante más de veinte años.
El talento interpretativo de Jaime Fernández lo llevó a participar en filmes internacionales coproducidos con México, como fueron los casos de Los orgullosos (Les orgueilleux) (Yves Allegret, 1953), La carga de los rurales (Louis King, 1955), Yo soy la revolución (Damiano Damiani, 1966) y Los cañones de San Sebastián (Henri Verneuil, 1967), pero de igual forma gustó de participar en películas dirigidas al consumo popular y que hoy son consideradas clásicas del cine mexicano, destacando Santo contra las mujeres vampiro o Blue Demon, el demonio azul.
En 1965 comienza su carrera como activista político en pro de sus compañeros de profesión, esfuerzo que lo lleva a ocupar la secretaría general de la Asociación Nacional de Actores (ANDA), cargo que ocupó durante doce años. Fungió también durante la primera mitad de los años setenta como vicepresidente de la Federación Internacional de Actores, secretario general del STPC y diputado federal por el PRI de 1970 a 1971. Retirado de sus cargos públicos regresa a la actuación para cine, videohomes y televisión, además de probar suerte como realizador con Las golfas del talón, primero de ocho largometrajes dirigidos por él entre 1978 y 1984.
Durante su gestión al frente de la ANDA fue acusado de autoritarismo, excesivo apego al cargo e ineptitud para defender los intereses gremiales, por lo cual la institución se dividió y surgió el Sindicato de Actores Independientes (SAI).

## Filmografía
- 2003  Velo de novia ... Hernán Ocampo
- 2003  La guarecita de Michoacán
- 2002  Pedro el quemado
- 2001  Muertes a medianoche ... Director de policía
- 2000  Cuenta saldada ... Rufino
- 2000  Noches violentas
- 2000  El jueves no matamos
- 1999  El jardinero ... Adán Moreno
- 1999  Oficio mortal
- 1998  El corrido de Santa Amalia
- 1998  Fuera de la ley
- 1997  Crímenes del pasado ... Detective
- 1997  Los peluqueros ... Blas Anguiano
- 1996  ¡Ay! Rateros no se rajen ... Comandante
- 1996  El gato de Chihuahua
- 1995  La fuga de los Pérez
- 1995  Llamada anónima
- 1995  Los cargadores
- 1995  Crimen en Chihuahua
- 1994  Juana la Cubana
- 1991  Bronco
- 1990  El aduanal
- 1989  Al filo de la muerte ... El Pocho
- 1989  En los cuernos de la muerte
- 1988  Mi fantasma y yo
- 1982  San Juan de Dios es Jalisco
- 1981  La cosecha de mujeres
- 1980  Persecución y muerte de Benjamín Argumedo ... General carrancista
- 1979  Benjamín Argumedo el rebelde ... General carrancista
- 1979  La mafia de la frontera ... Layo
- 1979  Tierra sangrienta
- 1978  Los triunfadores
- 1977  El mexicano
- 1977  El moro de Cumpas
- 1976  Los albañiles ... Pérez Gómez
- 1976  Longitud de guerra
- 1976  Chicano
- 1974  Peregrina
- 1974  La muerte de Pancho Villa ... Melitón Lozaya
- 1972  Ni solteros, ni casados
- 1970  Emiliano Zapata ... El presidente
- 1970  El oficio más antiguo del mundo ... Teniente Julio Ávila
- 1969  El último pistolero
- 1969  Romance sobre ruedas ... Jaime
- 1969  Lauro Puñales ... General Emiliano Zapata
- 1969  El caballo Bayo
- 1968  La sombra del murciélago
- 1968  Lucio Vázquez ... Emiliano Zapata
- 1968  No hay cruces en el mar ... Pedro
- 1968  Los cañones de San Sebastián ... "Lanza dorada"
- 1968  Las armas del diablo ... Addis, explorador indio (sin acreditar)
- 1968  Desnudarse y morir
- 1968  Caballo prieto azabache ... Rodolfo Fierro
- 1967  La guerrillera de Villa ... Coronel Gutiérrez
- 1967  Damiana y los hombres
- 1967  Amanecí en tus brazos
- 1967  La soldadera ... Juan
- 1967  El forastero vengador
- 1967  Los hermanos Centella
- 1966  Quién sabe? ... Gral. Elías
- 1966  El mexicano
- 1966  Hombres de roca
- 1966  El alazán y el rosillo ... Juventino Torres
- 1966  Blue Demon vs. el poder satánico
- 1965  El hijo de Gabino Barrera ... Martín Contreras
- 1965  Tarahumara (Cada vez más lejos)
- 1965  Blue Demon el Demonio azul
- 1965  Nido de águilas ... Capitán Ramírez
- 1965  Gabino Barrera
- 1964  Los fenómenos del fútbol
- 1964  Canción del alma ... Ricardo
- 1964  El corrido de María Pistolas
- 1963  La sombra blanca
- 1963  Los chacales
- 1963  El norteño
- 1963  Baila mi amor
- 1963  Así es mi México
- 1963  La huella macabra ... Inspector Portillo
- 1963  Tormenta en el ring
- 1963  Rutilo el forastero
- 1963  Rostro infernal ... Inspector Portillo
- 1963  La muerte en el desfiladero
- 1963  El señor Tormenta
- 1963  Alias El Alacrán ... Juan
- 1962  ...Qué hacer con mis hijos...
- 1962  Juramento de sangre
- 1962  Lástima de ropa
- 1962  El asalta caminos
- 1962  Horizontes de sangre
- 1962  Camino de la horca ... Miguel
- 1962  Santo contra las mujeres vampiro ... Inspector Carlos
- 1962  El muchacho de Durango ... Juan
- 1962  El Zorro vengador
- 1962  La trampa mortal ... Melquíades Sánchez
- 1962  El justiciero vengador ... Rómulo
- 1962  La venganza de la sombra ... Eduardo
- 1962  Santo contra los zombis ... Detective Rodríguez
- 1962  Cazadores de cabezas ... Roberto
- 1962  El ataúd infernal
- 1961  El jinete enmascarado
- 1961  Que me maten en tus brazos
- 1961  Escuela de valientes
- 1961  El hijo del charro negro ... Tiburcio González
- 1961  Bonitas las tapatías
- 1961  El Bronco Reynosa
- 1961  El padre Pistolas ... Gerencio Sánchez
- 1961  La máscara de la muerte
- 1961  Una pasión me domina ... Crescencio
- 1960  El correo del norte
- 1960  La ley de las pistolas
- 1960  Cómicos y canciones ... El Charrascas
- 1960  La máscara de hierro ... Manuel Noriega López
- 1960  El impostor
- 1960  Vuelta al paraíso ... Felipe
- 1960  Herencia trágica ... Jonás Pantoja
- 1960  Calibre 44 ... Raúl
- 1960  Dos hijos desobedientes
- 1960  Una bala es mi testigo
- 1959  Sed de amor ... José
- 1959  El regreso del monstruo ... Don Esteban
- 1959  Besos de arena
- 1958  El jinete negro ... Jonás Pantoja
- 1958  Bajo el cielo de México ... Felipe
- 1958  El jinete solitario en el valle de los buitres
- 1958  El Zorro escarlata en la venganza del ahorcado
- 1958  Zonga, el ángel diabólico
- 1958  Una cita de amor ... Román Chávez
- 1957  La cabeza de Pancho Villa ... Compadre Eduardo Jiménez
- 1957  La marca de Satanás
- 1957  El jinete sin cabeza
- 1957  Morir de pie ... Pablo del Villar
- 1957  Las manzanas de Dorotea ... Alberto
- 1956  Talpa ... Esteban
- 1956  Masacre ... Juan Pedro (como Jaime Fernández)
- 1955  La venganza del Diablo (sin acreditar)
- 1955  El túnel 6 ... Rafael
- 1955  El monstruo en la sombra
- 1955  Pecado mortal ... José María
- 1955  ...Y mañana serán mujeres
- 1954  Sombra verde ... Bernabé
- 1954  La rebelión de los colgados ... Urbano
- 1954  Robinson Crusoe ... Viernes (como Jaime Fernández)
- 1954  El rapto (sin acreditar)
- 1954  Las tres Elenas ... Pablo
- 1954  El río y la muerte ... Rómulo Menchaca
- 1953  Les orgueilleux
- 1953  Frontera norte ... Jimmy
- 1953  Los solterones ... Pancho (sin acreditar)
- 1953  Ambiciosa
- 1953  El bruto ... Julián García (sin acreditar)
- 1952  Cuando los hijos pecan (Cabaretera)
- 1952  El rebozo de Soledad ... Mauro
- 1952  Yo fui una callejera (Carpera) ... Vecino
- 1952  Carne de presidio ... Estudiante (sin acreditar)
- 1952  Mi campeón ... Espectador partido de fútbol americano (sin acreditar)
- 1952  Viajera ... Estrada, estudiante (sin acreditar)
- 1952  El ceniciento ... Anunciador (sin acreditar)
- 1951  Las Islas Marías ... Ricardo
- 1950  Un día de vida ... Teniente
- 1950  Duelo en las montañas ... Pueblerino (sin acreditar)
- 1949  La malquerida ... Marcial, hijo de Eusebio (sin acreditar)
- 1948  Allá en el Rancho Grande (sin acreditar)
- 1948  Juan Charrasqueado ... Espectador pelea gallos (sin acreditar)

## Premios
- 1953.- Premio Ariel a Mejor Actuación Juvenil por El rebozo de Soledad. Academia Mexicana de Artes y Ciencias Cinematográficas. México
- 1955.- Premio Ariel a Mejor Actor de Cuadro por La Rebelión de los colgados
- 1956.- Premio Ariel a Mejor Coactuación Masculina por Robinson Crusoe
- 1966.- Diosa de Plata a Mejor Actor por Tarahumara. Asociación de Periodistas Cinematográficos de México. PECIME